# Colocasiomyia baechlii
Colocasiomyia baechlii är en tvåvingeart som först beskrevs av Toyohi Okada 1986.  Colocasiomyia baechlii ingår i släktet Colocasiomyia och familjen daggflugor. Inga underarter finns listade i Catalogue of Life.